# Новосельский район
Новосельский район — административно-территориальная единица в составе Ленинградской и Псковской областей РСФСР, существовавшая в 1927—1932 и 1935—1958 годах.

## Район в 1927—1932 годах
Новосельский район в составе Псковского округа Ленинградской области был образован в 1927 году. В район вошло 19 сельсоветов: Великопольский, Жабенецкий, Катежинский, Квашеногорский, Кубасовский, Лаптевский, Луговский, Лющицкий, Могутовский, Молодейский, Моложанский, Новосельский, Палицкий, Пожеговский, Поречский, Пустопержский, Смехновский, Соседненский, Цапельский.
В 1928 году Великопольский с/с присоединён к Моложанскому, Лаптевский — к Квашеногорскому и Могутовскому, Лющицкий — к Кубасовскому и Моложанскому, Пожеговский — к Соседненскому, Смехновский — к Могутовскому. Поречский с/с переименован в Заклинский.
В 1930 году в результате ликвидации окружного деления Новосельский район перешёл в прямое подчинение Ленинградской области.
В 1931 году Пустопержский с/с переименован в Леннерский.
В 1932 году Новосельский район был упразднён, а его территория передана Струго-Красненскому району.

## Район в 1935—1958 годах
Вторично Новосельский район в составе Ленинградской области был образован в 1935 году. В район вошло 14 сельсоветов, переданных из Струго-Красненского района: Жабенецкий, Заклинский, Катежинский, Квашеногорский, Кубасовский, Леннерский, Луговский, Могутовский, Молодейский, Моложанский, Новосельский, Палицкий, Соседненский, Цапельский. В том же году район был включён в состав Псковского округа. Тогда же Кубасовский с/с был переименован в Степановский.
В 1939 году упразднены Леннерский и Могутовский с/с.
В 1940 году в связи с ликвидацией Псковского округа район перешёл в прямое подчинение Ленинградской области.
В 1944 году район вошёл в состав Псковской области.
В 1954 году Заклинский с/с присоединён к Квашеногорскому, Палицкий — к Молодейскому, Соседненский и Степановский — к Моложанскому, Жабенецкий — к Цапельскому.
В 1958 году Новосельский район был упразднён, а его территория присоединена к Струго-Красненскому району.